# Supercoppa d'Islanda 2016
La Meistarakeppni karla 2016 è stata la 45ª edizione di tale competizione. Si è disputata il 25 aprile 2016 a Reykjavík. La sfida ha visto contrapposte lo FH Hafnarfjörður, vincitore del campionato, e il Valur, trionfatore nella coppa nazionale.
Il Valur si è aggiudicato il trofeo per la nona volta nella sua storia.

## Tabellino
| Arbitro: | Gunnar Jarl Jónsson |

|                                                |                      |                             |
| Sigurðsson 17’ (rig.) Lárusson 21’ Lýðsson 90’ | Marcatori            | 2’ Hewson 60’, 82’ Guðnason |
| Sigurðsson Lárusson Lýðsson Björnsson          | Tiri di rigore 4 – 1 | Lennon Ólafsson Pálsson     |